# Пуно (провинция)
Пуно (исп. Provincia de Puno, кечуа Punu pruwinsya) — одна из 13 провинций перуанского региона Пуно. Площадь составляет 6494,76 км². Население — 229 236 человек; плотность населения — 35,3 чел/км². Столица — одноимённый город.

## История
Провинция была основана 2 мая 1854 года.

## География
Граничит с провинциями Уанкане и Сан-Роман (на севере), Эль-Кольяо (на юго-востоке), а также с регионом Мокегуа (на западе). Омывается водами озера Титикака (на севере и северо-востоке).

## Туризм
Провинция интересна плавучими тростниковыми островами народа урос, расположенными на воде озере Титикака. Кафедральный собор Пуно интересен своей смешанной архитектурой.

## Административное деление
- Акора
- Амантани
- Атунколья
- Капачика
- Чукуито
- Коата
- Уата
- Маньясо
- Паукарколья
- Пичакани
- Платериа
- Пуно
- Сан-Антонио
- Тикильяка
- Вильке